# امرأة آيلة للسقوط (فلم)
امرأة آيلة للسقوط هو فيلم روائي درامي وجريمة مصري، من إنتاج ناهد فريد شوقي عام 1992 وإخراج مدحت السباعي مقتبس من الفيلم الأمريكي أريد أن أعيش لسنة 1959 الحائز على جائزة الأوسكار لأفضل ممثلة سوزان هيوارد.

## القصة
تجسد فيه الممثلة يسرا دور امرأة تعاني من أهوال زوجها المدمن علي المخدرات لتبدأ مسلسل السقوط، حيث تشارك في مخطط لسرقة أحد المنازل مع مجرمين آخريين، إلا أن ذينك المجرمين لايكتفيان بالسرقة وإنما يقتلان قاطني المنزل، وعندما تقوم البطلة بمحاولة لبيع المجوهرات المسروقة يفتضح أمرها ويلقى القبض علي كامل العصابة، والتي تلقي بالمسؤولية علي البطلة والتي يحكم عليها بالإعدام، وتتوالي الأحداث.

## الممثلون
- فريد شوقي
- هدى سلطان
- يسرا
- محمود حميدة
- عبد العزيز مخيون
- صلاح قابيل
- لطفي لبيب
- محسن سرحان
- محمد وفيق